# Straelen
Straelen (IPA: [ˈʃtraːlən]) è una città di 16 232 abitanti della Renania Settentrionale-Vestfalia, in Germania, appartenente al distretto governativo (Regierungsbezirk) di Düsseldorf e al circondario (Kreis) di Kleve (targa KLE). Vi si trova la sede principale della Bofrost.